# Покров Пресвете Богородице
Покров Пресвете Богородице је хришћански црквени празник када црква прославља Пресвету Богородицу као покровитељку и заштитницу хришћанскога рода. Празник се по јулијанском календару слави 1. октобра, а тренутно се тај 1. октобар поклапа са 14. октобром у грегоријанском, новом календару.
Конкретан догађај који се тога дана спомиње и празнује десио се према хришћанском вјеровању 1. октобра 911. године у време цара Лава Мудрога (или Филозофа). Служено је свеноћно бдење у Богородичиној цркви Влахерне у Цариграду. Црква је била пуна народа. У позадини цркве стајао је свети Андреј Јуродиви са својим учеником Епифанијем. Према хришћанском вјеровању, у четврти сат ноћи појавила се Пресвета Богородица изнад народа са распростртим омофором на рукама, као да том одећом покрива народ. Била је обучена у златокрасну порфиру и сва је блистала у неисказаном сјају, окружена апостолима, светитељима, мученицима и девицама. Свети Андреј видећи то јављање показао је руком Епифанију блаженом, и упитао га: „видиш ли, брате, Царицу и госпођу над свим, како се моли за сав свет?" Одговори Епифаније: „видим, оче, и ужасавам се!".
Празник се раније славио код Руса, а код Срба почиње да се слави крајем 17. и почетком 18. вијека, захваљујући руским богослужбеним књигама, које тада стижу у већем броју међу православне Србе. Служба празника је вјероватно установљена код Руса. У грчким црквама и грчким богослужбеним књигама се овај празник не помиње, али је мисао о том догађају постојала код Грка. У Русији већ од 12. вијека постоје многи храмови посвећени овом празнику. У српским мјесецословима из 15. и 16. вијека се овај празник не спомиње. Тако се у црквеном календару из времена Ђурђа Црнојевића (1494. године), под 1. октобром слави спомен апостола Ананије и Романа пјевца, али не и Покрова Богородице. Овај празник, за разлику од осталих празника посвећених Богородици, нема ни претпразништво ни попразништво (од Христових празника такав је празник Обрезање). Грчке цркве 1. октобра не славе Покров Пресвете Богородице, него, поред осталих светаца славе чудотворну икону Богородице Брзопомоћнице (грч. Γοργοεπεκοος), која се налази у манастиру Дохијару.
Познато је да се покровски пост, поред Савице, Аранђеловице, некада поштовао у Пећком крају, вјероватно због јаког култа Пресвете Богородице, чија се једна чудотворна икона налази у Пећкој патријаршији.
Поред осталих цркава посвећених овоме празнику, једна се налази и у Београду.
Напомена: Овај чланак, или један његов део, изворно је преузет из Охридског пролога Николаја Велимировића.